# Реджо-ди-Калабрия
Ре́джо-ди-Кала́брия (итал. Reggio di Calabria, кал. Riggiu Calabbria, в античности  др.-греч. Ῥήγιον, лат. Rhegium) — город в Италии, в области Калабрия, административный центр одноимённой территориальной единицы, приравненной к провинции.
Расположен на носке итальянского «сапога», напротив города Мессина на Сицилии (между ними курсирует паром). 
Население коммуны, на 01.01.2024 года, составляет 169 679 человек, плотность населения — 713,62 чел./км². Коммуна занимает площадь 237,77 км².
Почтовый индекс — 89121–89135. Телефонный код — 0965.
Покровителями коммуны почитаются Пресвятая Богородица (Утешение, Madonna della Consolazione), празднование во вторую субботу сентября, и святой Георгий, день его памяти ежегодно отмечается 23 апреля.

## История
Город основан греками из Халкиды в 720 году до н. э. как колония и первоначально назывался "Регий". Около 550 г. до н. э. известен тиран Ивик. В конце V в. до н. э. правили тираны Анаксилай и его сын Леофром. В 386 году до н. э. захвачен войсками сиракузского тирана Дионисия и вошёл в состав его державы. В 280 году до н. э. занят легионами римского консула Валерия. Отошёл к Риму в 270 году до н. э., позднее был переименован в лат. Regium Julium («царство Юлия»). В Регии родились дочь Юлия Цезаря Юлия Цезарис Старшая и писатель и философ Теаген.
После римлян городом владели вестготы и византийские греки, которые управляли отсюда прибрежными территориями. Впоследствии его не раз разоряли сарацины, а в 1060 году им овладел Роберт Гвискар. В Средние века Реджо периодически служил столицей герцогства Калабрия.
В Новое время препятствия на пути развития города представляли периодические землетрясения. После Мессинского землетрясения, уничтожившего в 1908 году многие исторические памятники (в том числе средневековый кафедральный собор), Реджо был заново отстроен как современный город с малоэтажной бетонной застройкой и широкими приморскими бульварами.
Современный Реджо — центр почитания святого Гаетано Катанозо и привлекательное место для туристов, желающих исследовать горный массив Аспромонте.
В 1970 году город попал на первые страницы газет в связи с неофашистским восстанием, спровоцированным планом переноса региональной столицы в Катандзаро.
Из памятников старины в Реджо интерес представляет средневековый Арагонский замок. В Национальном музее Великой Греции экспонируются уникальные артефакты времён древнегреческой классики, среди них — бронзовые скульптуры «воины из Риаче».

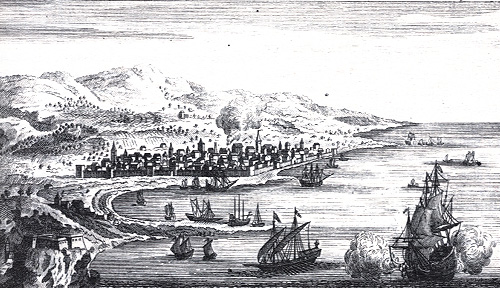
Реджо на средневековой гравюре.

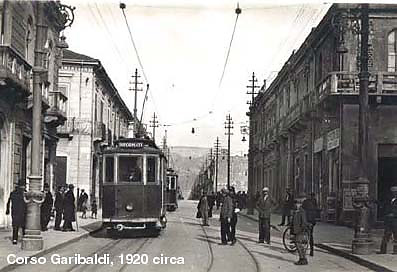
Реджо-ди-Калабрия в 1920 году.

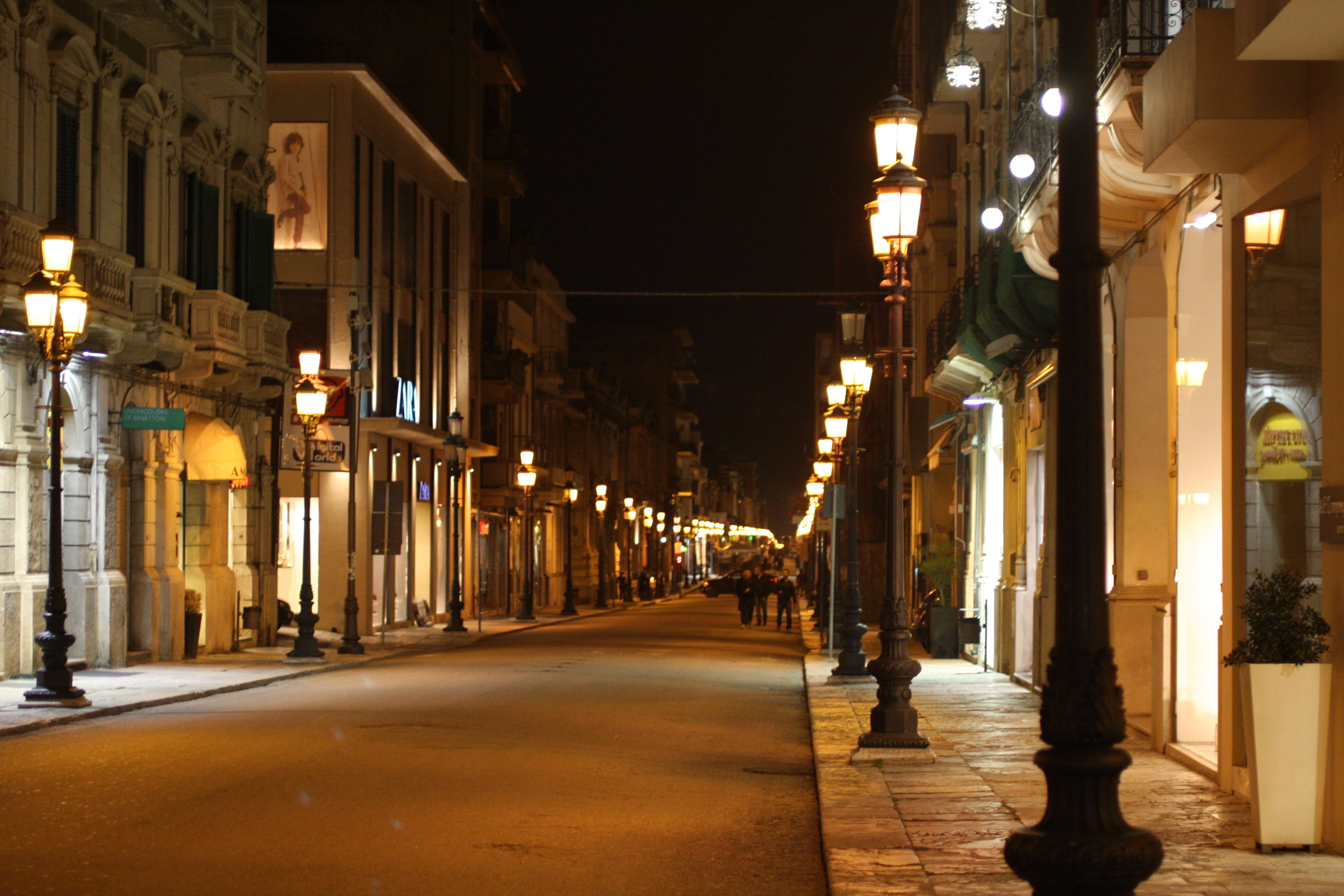
Главная улица города — улица Гарибальди

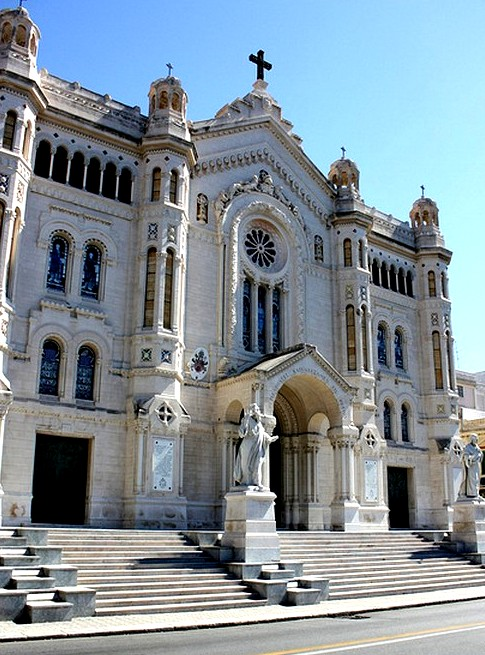
Собор

## Административное деление
Город состоит из 15 округов:
- I (Чентро Сторико)
- II (Пинета-Дзерби, Тремулини, Эремо)
- III (Вито, Сан-Брунелло, Санта-Катерина)
- IV (Кондера, Спирито-Санто, Трабоккетто)
- V (Джеббионе, Рионе-Ферровьери, Стадио)
- VI (Сбарре)
- VII (Модена, Сан-Джорджо, Сан-Сперато)
- VIII (Аргилла, Вилла Сан-Джузеппе, Катона, Розали, Саличе)
- IX (Галлико, Самбателло)
- X (Арки)
- XI (Орти, Подаргони, Террети)
- XII (Каннаво, Катафорио, Мозоррофа)

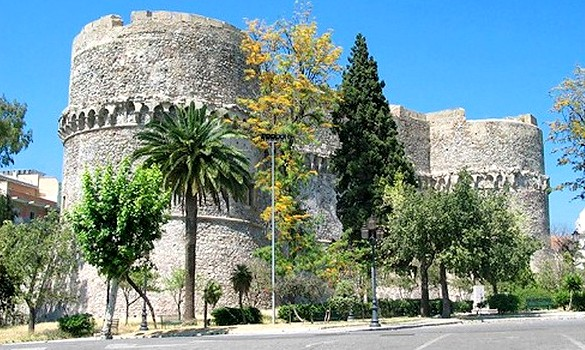
Замок

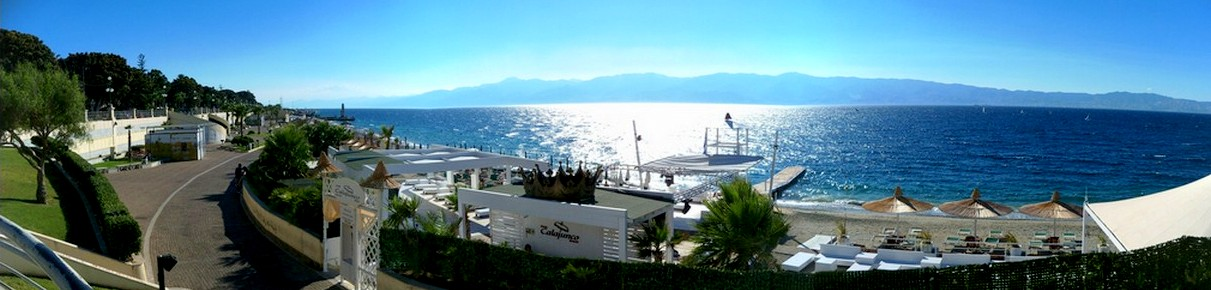
Вид на Мессинский пролив на пляже Реджо-ди-Калабрия

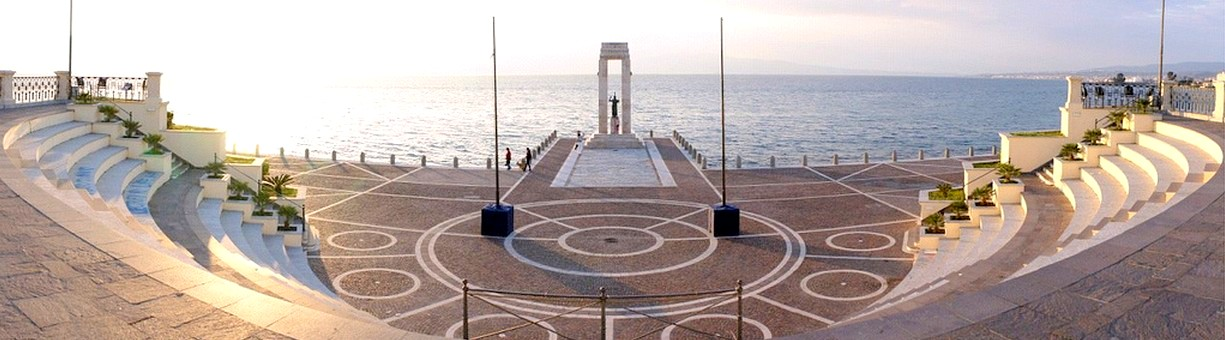
Арена делло Стретто (ит.), где проходят музыкальные и театральные мероприятия.

- XIII (Раваньезе)
- XIV (Галлина)
- XV (Пелларо)

## Города-побратимы
- Афины
- Патры
- Эгалео
- Монтесильвано
- Рим
- Белосток
- Вышний Волочёк